# Franska Karibien
Franska Karibien är en term som varierar i betydelse med dess användning och referensram. Denna tvetydighet gör den väldigt annorlunda från termen Franska Västindien som hänvisar till specifika formella franska besittningar i Västindien-regionen. När termen används för att indikera en geografisk plats, som i “besöka Franska Karibien”, kan termen hänvisa till någon av följande:
Områden i eller runt Västindien som är övervägande fransktalande eller talar franskkreol. Dessa områden inkluderar:
- Dominica
- Franska Guyana
- Guadeloupe
- Haiti
- Martinique
- Saint-Barthélemy
- Saint Lucia
- Saint Martin

De två officiella franska utomeuropeiska departementen är Guadeloupe och Martinique. Saint Martin och Saint-Barthélemy, tidigare knutna till departementet Guadeloupe, har hållit separat status som utomeuropeisk kollektivitet sedan 2007. Dessa karibiska Départments et Collectivités d’Outre Mer är också känt som Franska Västindien. Termen "Franska Karibien" kan också hänvisa till ett område som uppvisar en kombination av fransk och karibiska kulturella influenser i köket, stil, arkitektur och så vidare.
När termen används som i “franskkaribiska öar” eller "franskkaribisk stil" är termen också tvetydig och beror på användarens referensram och sammanhang.